# Pianoforte elettrico Yamaha CP electric grand
Il pianoforte elettrico Yamaha con la sigla "CP electric grand" contraddistingue una serie di pianoforti elettro-acustici, che per la generazione del suono utilizzano un sistema meccanico a corde simile a quello del pianoforte tradizionale.

## Storia
I pianoforti elettrici della Yamaha furono prodotti fra la metà degli anni 70 e la fine degli anni 80, come sostituti portatili e amplificati del pianoforte acustico. Infatti erano divisi in 2 sezioni staccabili, tastiera e cassa armonica del peso di circa 50 Kg. ciascuno, comunque di ingombro e peso assai inferiori rispetto a un piano acustico . A differenza del piano acustico i martelletti della serie CP sono rivestiti di pelle di daino (simile al fortepiano) invece che in feltro, che davano un suono più brillante anche se meno ricco di armonici e meno strutturato. Fu creato anche un nuovo tipo di corda, che permettesse lo stesso risultato tradizionale in un minore ingombro ed una maggiore trasportabilità. Ogni nota era dotata di tre corde per tasto per le note più acute, due corde per le ottave mediane e una sola corda per le gravi, quelle più basse con un rivestimento in rame più spesso, per supplire alla minor lunghezza.
Sotto ogni set di corde è posto un piezoelettrico, a contatto, che indirizza il suono prodotto dalla vibrazione ad una serie di controlli di equalizzazione; un tremolo dall'intensità e velocità regolabile, ed una mandata "send return".
Come nel pianoforte acustico, i tasti azionano i martelletti che colpiscono le corde; ognuna delle quali, però, è dotata di un pick-up elettromagnetico, simile al principio di funzionamento della chitarra elettrica.
La cortezza delle corde, gli urti e le flessioni della struttura, ricevuti durante le operazioni di trasporto e montaggio e una sensibilità alle condizioni atmosferiche, rendevano problematica l'operazione dell'accordatura e il suo mantenimento, tanto che il suono risultava quasi sempre "scordato", problema più evidente sulle note gravi, ma così caratteristico dello strumento da essere riprodotto anche nei successivi campionamenti usati dai pianoforti digitali e dalle librerie di strumenti virtuali che ne simulano il suono. Simili "difetti" sono caratteristici anche dei pianoforti honky-tonk, chiamati anche "Tack piano".
Questo sistema, raro in quanto di notevole costo e complessità tecnica è usato anche dalla Kawai.
Questi pianoforti furono usati in modo massiccio soprattutto per l'attività live nella musica rock e pop fra gli anni 70 e 90, presente praticamente in tutti i più importanti tour mondiali. Il modello CP-80 è stato usato, in particolare, da Peter Gabriel; mentre il CP-70, da Tony Banks dei Genesis e dai Led Zeppelin.

## Modelli
- CP-60 (76 tasti)
- CP-70 (73 tasti)
- CP-80 (88 tasti)